# Invisible (NDV)
Invisible is een studioalbum van Nick D'Virgilio; hij gebruikte daarbij zijn artiestennaam NDV.

## Inleiding
Het is na Karma uit 2001 zijn tweede volwaardige studioalbum. In de tijdspanne ertussen probeerde D’Virgilio van de muziek te leven. Daarvoor moest hij al Spock's Beard verlaten (onzekere inkomsten) om dat te verruilen voor een gezinsleven en drummen in de coulissen van het Cirque du Soleil (voorstelling Totem; minstens 1400 keer tot zomer 2020). D’Virgilio verklaarde in 2020 de albumtitel daar uit; hij speelde wel mee, maar was voor het publiek niet zien. Hij stond er ook even bij stil dat muziekproducties overal ter wereld wel een aantal mensen kent, die belangrijk zijn voor uitvoeringen, maar die niemand ziet. Dit kan breder getrokken worden tot het gaat over mensen wier levens zich in de achtergrond plaatsvindt; niemand ziet ze staan of heeft contact met ze en daarbij vervullen ze onaantrekkelijke banen of zijn werkloos. Ze hebben er niet voor gekozen, maar zijn er ondanks alle inspanningen in blijven hangen. Een tweede verklaring was dat hij in de periode daarna (circa 2014) ging werken bij muziekwinkel Sweetwater, Fort Wayne (Indiana), alwaar hij zich “onzichtbaar” kon opsluiten in de studio’s daar. Het album kwam grotendeels daar tot stand; bij de opnamen kon hij kiezen uit het arsenaal van de muziekinstrumentenhandel. Het leidde tot een conceptalbum, waarbij de orkestopnamen plaatsvonden in de Abbey Road Studios
Het album werd uitgegeven bij het platenlabel van Big Big Train (English Electric Recordings); de band waarin D’Virgilio dan vast lid is..

## Musici
Doordat hij zin vertakkingen heeft naar allerlei bands kon NDV een aantal gerenommeerde musici binnen de progressieve rock inschakelen:
- NDV - zang, slaggitaar, toetsinstrumenten, drumstel
- Carl Verheyen – akoestisch gitaar (2, 6), elektrisch gitaar (2, 5, 6) (Carl Verheyen speelt in Supertramp
- Randy McStine – elektrisch gitaar (3, 8, 9,12, 13)
- Tom Hemby – elektrisch gitaar (4, 14)
- Don Carr – elektrisch gitaar (4, 5, 10, 11, 14)
- Stan Cotey – elektrisch gitaar (7)
- Paul Gilbert – elektrisch gitaar (10)
- Rick Nieslen – elektrisch gitaar (11) (Cheap Trick)
- Jonas Reingold – basgitaar (2, 3, 5, 8, 10) (o.a. The Flower Kings)
- Dave Martin – basgitaar (4, 11)
- Tony Levin – basgitaar (7, 9) (King Crimson
- Jem Godfrey – synthesizer (3, 9) (Frost*)
- Phil Naish – toetsinstrumenten (4, 5, 13)
- Jacob Dupre – piano (6, 10, 13)
- Ed Goldfarb ( toetsinstrumenten (7)
- Jordan Rudess – toetsinstrumenten (8) (Dream Theater)
- Michael Omartian – toetsinstrumenten (14)
- orkest en/of koor van Abbey Road Studio (1, 2, 6, 8, 10, 13)
- NDV, Kat Bowser, Beth Cohen, Nathan Hieronimus, Sophia D'Virgilio, Jason Eskridge, Anthony D'Virgilio – achtergrondzang
- Mark Doulhit, Sam Levine, Doug Moffet – saxofoon

## Muziek
| Nr. | Titel                                                    | Duur |
| --- | -------------------------------------------------------- | ---- |
| 1.  | Prelude (Carl Baldasarre)                                | 2:22 |
| 2.  | Invisible (NDV)                                          | 3:52 |
| 3.  | Turn your life around (NDV)                              | 7:45 |
| 4.  | I’m gone (NDV)                                           | 4:00 |
| 5.  | Money (That's What I Want) (Berry Gordy, Janie Bradford) | 4:50 |
| 6.  | Waiting for no one (NDV)                                 | 2:47 |
| 7.  | Snake oil salesman (NDV)                                 | 3:34 |
| 8.  | Where’s the passion (NDV)                                | 6:50 |
| 9.  | Mercy (NDV)                                              | 7:15 |
| 10. | Overcome (NDV)                                           | 5:21 |
| 11. | In my bones (NDV)                                        | 4:21 |
| 12. | Wrong place wrong time (NDV)                             | 4:11 |
| 13. | Not my time to say goodbye (NDV)                         | 7:02 |
| 14. | I know the way (NDV)                                     | 5:05 |

Het album gaat vergezeld van een tekstboekje en een boekje met drumspecificaties.